# Judah García
Judah García (* 24. Oktober 2000 in Santa Flora) ist ein Fußballspieler aus Trinidad und Tobago.
Judah García ist der Cousin von Isaiah García.

## Karriere

### Verein
Judah García steht seit 2017 beim Point Fortin Civic FC in Point Fortin unter Vertrag.

### Nationalmannschaft
Judah García spielt seit 2018 für die Nationalmannschaft von Trinidad und Tobago. Sein Debüt in der Nationalmannschaft gab er am 18. April 2018 in einem Freundschaftsspiel gegen Panama. Hier wurde er in der 81. Minute für Marcus Joseph eingewechselt.